# 愛ともぐもぐ
『愛ともぐもぐ』は、優月うめ。による日本の漫画作品。『りぼん』（集英社）2018年4月号から2019年6月号まで連載された。単行本は全3巻。

## あらすじ
心もおなかも満たされる幸せで甘々♥なお隣生活!お兄ちゃんと2人暮らしの福。出張でお兄ちゃんが不在の間、自炊完璧女子になる予定が、現実はメチャクチャな食生活を送っていた…。
そんなある日、お隣さん家の想太がほぼ初対面なのに、超おいしいご飯を作ってくれて…!? 栄養・愛情たっぷり♥ 食卓からはじまるハートフルストーリー!

## 登場人物
声はYoutubeの「りぼんチャンネル」上で公開されているボイスコミック版のキャスト。
甘野 福（あまの ふく）
声 - 相馬弥憂
中学2年。4月30日生まれ。身長150cm。O型。料理がニガテ。走るのが速いが、お腹が空くのも早い。純粋で素直でちょっぴり甘えん坊な性格。小学5年時に両親が離婚し、それからは兄と2人暮らしをしていたが、兄の出張で1人暮らしとなり、荒れた食生活を送っていた。想太とはマンションの部屋がとなりで想太にもらった手作りのお弁当をきっかけに懐く。想太のことは想ちゃんと呼んでいる。
辛島 想太（からしま そうた）
声 - 山口こうへい
中学3年。6月15日生まれ。身長167cm。A型。調理部部長で2年時は副部長だった。左利き。クールだが、面倒見がよく優しい一面もある。福とはマンションの部屋がとなり。福の食生活を心配して朝ごはんを作ったり、福にお弁当の作り方を教えてあげている。当初は福のことを苗字で呼んでいたが後に下の名前で呼ぶようになる。恥ずかしくないわけではないようだがお礼の言葉を口に出して言ってくれたり、福を気遣ったりしてくれている。
渋谷 純（しぶや じゅん）
声 - 松苗秀樹
中学2年。12月15日生まれ。身長158cm。B型。想太の調理部の後輩。福とは隣のクラス。長男で双子の弟がいる。
本当はサッカー部に入りたかったが親が共働きのため、弟たちのご飯を作れるようになることを目的に入部。想太には下の名前で呼び捨てで呼ばれている。想太を慕っており想太が好きすぎて福のことが気に入らず、福のことを『ちんちくりん』と呼んでいる。中2になっても身長があまり伸びなくてあせり始めている。

### 主要人物の親族
甘野 幸
声 - 林祐人
福の兄。福を溺愛している。福の想太への恋を応援している。

### 主要人物の友達
かほちゃん
声 - 勝又綾嘩
福の友達でクラスメイト。鈴木くんと付き合っている。福はかほちゃんと鈴木くんが付き合っていることを報告されても理解していなかった。
鈴木くん
福の友達でクラスメイト。

## 書誌情報
- 優月うめ 『愛ともぐもぐ』 集英社〈りぼんマスコットコミックス〉、全3巻
  1. 2018年8月24日発売[4]、ISBN 978-4-08-867513-8
  2. 2019年1月25日発売[5]、ISBN 978-4-08-867534-3
  3. 2019年6月25日発売[6]、ISBN 978-4-08-867552-7